# Rankin (Pennsilvània)
Rankin és una població dels Estats Units a l'estat de Pennsilvània. Segons el cens del 2000 tenia 2.315 habitants.

## Demografia
Segons el cens del 2000, Rankin tenia 2.315 habitants, 1.002 habitatges, i 603 famílies. La densitat de població era de 2.031,4 habitants/km².
Dels 1.002 habitatges en un 33,6% hi vivien nens de menys de 18 anys, en un 20,5% hi vivien parelles casades, en un 34,5% dones solteres, i en un 39,8% no eren unitats familiars. En el 37,3% dels habitatges hi vivien persones soles el 16,9% de les quals corresponia a persones de 65 anys o més que vivien soles. El nombre mitjà de persones vivint en cada habitatge era de 2,3 i el nombre mitjà de persones que vivien en cada família era de 3,02.
Per edats la població es repartia de la següent manera: un 32,7% tenia menys de 18 anys, un 8,5% entre 18 i 24, un 23,2% entre 25 i 44, un 18,3% de 45 a 60 i un 17,2% 65 anys o més.
L'edat mediana era de 32 anys. Per cada 100 dones de 18 o més anys hi havia 59,7 homes.
La renda mediana per habitatge era de 13.832 $ i la renda mediana per família de 18.625 $. Els homes tenien una renda mediana de 30.000 $ mentre que les dones 21.302 $. La renda per capita de la població era de 9.946 $. Entorn del 40,2% de les famílies i el 45% de la població estaven per davall del llindar de pobresa.

## Poblacions més properes
El següent diagrama mostra les poblacions més properes.